# Luis Aurelio Pereira
Luis Aurelio Pereira Lewis (nacido el 27 de marzo de 1996) es un futbolista profesional panameño que juega como mediocampista.

## Trayectoria

### CD Árabe Unido
Se formó en el CD Árabe Unido y su debut profesional fue el 20 de febrero de 2015 en la victoria 2 a 0 contra el San Francisco FC en el Estadio Armando Dely Valdés siendo titular jugando todo el partido. Salió campeón con el club de la LPF Clausura 2015 en donde jugó 10 partidos, en la Liga de Campeones de la Concacaf 2015-16 jugó 2 partidos quedándose en fase de grupos, fue bicampeón de la LPF Apertura 2015 en donde jugó 18 partidos y anotó 1 gol, en la LPF Clausura 2016 jugó 17 partidos y anotó 2 goles llegando hasta semifinales, en la Liga de Campeones de la Concacaf 2016-17 jugó 3 partidos llegando hasta los cuartos de final, salió campeón de la LPF Apertura 2016 en donde jugó 15 partidos. Quedó subcampeón de la LPF Clausura 2017 en donde jugó 3 partidos.

### Toronto FC II
El 27 de abril de 2017 fue anunciado su cesión al Toronto FC II por el CD Árabe Unido, habiendo entrenado con el equipo canadiense en febrero del mismo año. Hizo su debut en un empate 0-0 con los Richmond Kickers en donde fue titular y jugó hasta el minuti 72. En la United Soccer League 2017 jugó 4 partidos.

### CD Árabe Unido
El 31 de diciembre de 2017 regreso del Toronto FC II al CD Árabe Unido tras su cesión. Disputó su primer partido tras su regreso el 28 de julio de 2018 en la victoria 0 a 2 contra el Alianza FC en el Estadio Luis Ernesto Cascarita Tapia siendo titular jugando todo el partido. En la Liga Concacaf 2018 jugó 5 partidos llegando hasta las semifinales, en el Torneo Apertura 2018 jugó 17 partidos llegando hasta las semifinales, en el Torneo Clausura 2019 jugó 18 partidos y anotó 1 gol llegando nuevamente a semifinales.

### CD Centenario
El 1 de junio de 2019 fue anunciado como nuevo jugador del CD Centenario para jugar la Liga Nacional de Ascenso.

### CD Universitario
El 2 de julio de 2019 fue anunciado como nuevo jugador del CD Universitario. Debutó con el club el 28 de julio de 2019 en la derrota 3 a 0 contra el Costa del Este FC en el Estadio Maracaná en donde fue titular y jugó todo el partido. En el Torneo Apertura 2019 jugó 16 partidos y anotó 3 goles, en el Torneo Apertura 2020 solo jugó 8 partidos por el torneo fue cancelado por el COVID 19.

### San Francisco FC
El 30 de septiembre de 2020 fue anunciado como nuevo jugador del San Francisco FC. Debutó con el club el 24 de octubre de 2020 en el empate 1 a 1 contra el Atlético Chiriquí en el Estadio Virgilio Tejeira Andrión en donde fue titular y jugó todo el partido. En la Liga Concacaf 2020 jugó 1 partido quedándose en octavos de final, fue subcampeón del Torneo Clausura 2020 en donde jugó 12 partidos.

### Atlético Chiriquí
El 3 de febrero de 2021 fue anunciado su cesión por el San Francisco FC al Atlético Chiriquí. Debutó con el club el 20 de febrero de 2021 en el empate 4 a 4 contra el San Francisco FC en el Estadio Agustín Muquita Sánchez. En el Torneo Apertura 2021 jugó 10 partidos y anotó 4 goles.

### San Francisco FC
El 1 de junio de 2021 fue anunciado su regresó al San Francisco FC tras cesión en el Atlético Chiriquí. Disputó su primer partido tras su regreso el 7 de agosto de 2021 en el empate 1 a 1 contra el Atlético Chiriquí en donde fue titular y jugó todo el partido metiéndose un autogol. En el Torneo Clausura 2021 jugó 13 partidos y anotó 2 goles.

## Selección nacional

### Categorías inferiores
Fue convocado por la selección sub-17 de Panamá para disputar la Copa Mundial de Fútbol Sub-17 de 2013 en donde no jugó ningún partido quedándose en fase de grupos. Fue convocado por la selección sub-20 de Panamá para disputar el Campeonato Sub-20 de la Concacaf de 2015 en donde jugó 6 partidos quedando subcampeón del campeonato y la Copa Mundial de Fútbol Sub-20 de 2015 jugó 2 partidos quedándose en fase de grupos.

### Selección absoluta
Su debut con la selección absoluta el 8 de febrero de 2015 en la derrota 2 a 0 contra la Estados Unidos en el Dignity Health Sports Park en los Estados Unidos en un partido amistoso en donde fue suplente y entró al minuto 62 por Rolando Blackburn.

### Participaciones en selección nacional
| Copa                     | Categoría | Sede                   | Resultado      | Partidos | Goles |
| ------------------------ | --------- | ---------------------- | -------------- | -------- | ----- |
| Copa Mundial Sub-17 2013 | Sub-17    | Emiratos Árabes Unidos | Fase de grupos | 0        | 0     |
| Campeonato Sub-20 2015   | Sub-20    | Jamaica                | Subcampeón     | 6        | 0     |
| Copa Mundial Sub-20 2015 | Sub-20    | Nueva Zelanda          | Fase de grupos | 2        | 0     |

## Clubes
| Club              | País   | Año         |
| ----------------- | ------ | ----------- |
| CD Árabe Unido    | Panamá | 2015 - 2016 |
| Toronto FC II     | Canadá | 2017        |
| CD Árabe Unido    | Panamá | 2018 - 2019 |
| CD Centenario     | Panamá | 2019        |
| CD Universitario  | Panamá | 2019 - 2020 |
| San Francisco FC  | Panamá | 2020 - 2021 |
| Atlético Chiriquí | Panamá | 2021        |
| San Francisco FC  | Panamá | 2021        |

## Palmarés

### Títulos nacionales
| Título           | Club           | País   | Año    |
| ---------------- | -------------- | ------ | ------ |
| Primera División | CD Árabe Unido | Panamá | 2015-C |
| Primera División | CD Árabe Unido | Panamá | 2015-A |
| Primera División | CD Árabe Unido | Panamá | 2016-A |